# チャールズ・キング (陸上選手)
チャールズ・キング (Charles M. King、1880年12月10日 - 1958年2月19日)は、アメリカ合衆国の陸上競技選手。跳躍種目で活躍した選手で、1904年セントルイスオリンピックでは立ち幅跳び、立ち三段跳びにおいて銀メダルを獲得した選手である。両種目とも同僚のレイ・ユーリー(Ray Ewry)の前に敗れている。